# Černá kniha (film)
Černá kniha (v nizozemském originále Zwartboek) je koprodukční film, který je zasazen do období druhé světové války a byl inspirován skutečnými událostmi. Jeho režisérem byl Paul Verhoeven, který jej natočil v roce 2006. Film vznikl v koprodukční spolupráci Nizozemska, Belgie, Německa a Velké Británie.

## Ocenění

### Film
- Nizozemsko: Zlatý film (100 000 návštěvníků)
- Nizozemsko: Platinový film (400 000 návštěvníků)
- Nizozemsko: Diamantový film (1 000 000 návštěvníků)
- The Hague Public Award - jako poděkování za pozitivní image Haagu
- Young Cinema Award - nejlepší mezinárodní film

### Jednotlivci
- Carice van Houtenová - Zlaté Tele za nejlepší ženský herecký výkon
- Paul Verhoeven - Zlaté Tele za nejlepšího režiséra
- San Fu Maltha - Zlaté Tele za nejlepší film
- Johnny de Mol - Zlatá Cibule za nejhorší mužský herecký výkon

## Obsazení
| Carice van Houtenová | Rachel Stein/Ellis de Vries |
| Sebastian Koch       | Ludwig Müntze               |
| Thom Hoffman         | Hans Akkermans              |
| Halina Reijn         | Ronnie                      |
| Waldemar Kobus       | Günther Franken             |
| Derek De Lint        | Gerben Kuipers              |
| Christian Berkel     | Generál Käutner             |
| Dolf de Vries        | Wim B. Smaal                |
| Peter Blok           | Van Gein                    |
| Michiel Huisman      | Rob                         |
| Ronald Armbrust      | Tim Kuipers                 |
| Frank Lammers        | Kees                        |
| Matthias Schoenaerts | Joop                        |
| Johnny de Mol        | Theo                        |
| Xander Straat        | Maarten                     |
| Diana Dobbelman      | paní Smaal                  |
| Rixt Leddy           | Anny                        |
| Lidewij Mahler       | Linda                       |
| Pieter Tiddens       | Herman                      |
| Gijs Naber           | Cas                         |